# الرجاع (طور الباحه)

تعديل مصدري - تعديل

الرجاع هي إحدى قرى عزلة طور الباحــة بمديرية طور الباحة التابعة لمحافظة لحج، بلغ تعداد سكانها 1278 نسمة حسب تعداد اليمن لعام 2004.